# Jardim Helena
Jardim Helena es un distrito ubicado en la zona este de la ciudad de Sao Paulo, Brasil. Administrativamente pertenece a la subprefectura de São Miguel Paulista.

## Distritos limítrofes
- Municipio de Guarulhos (norte).
- Municipio de Itaquaquecetuba (este).
- Vila Curuçá e Itaim Paulista (sur).
- São Miguel Paulista (oeste).